# Cornulaca amblyacantha
Cornulaca amblyacantha är en amarantväxtart som beskrevs av Aleksandr Andrejevitj Bunge. Cornulaca amblyacantha ingår i släktet Cornulaca, och familjen amarantväxter. Inga underarter finns listade i Catalogue of Life.